# Вестборо (Міссурі)
Вестборо (англ. Westboro) — місто (англ. city) в США, в окрузі Атчісон штату Міссурі. Населення — 116 осіб (2020).

## Географія
Вестборо розташоване за координатами 40°32′6″ пн. ш. 95°19′16″ зх. д. / 40.53500° пн. ш. 95.32111° зх. д. (40.535050, -95.321106).  За даними Бюро перепису населення США в 2010 році місто мало площу 0,66 км², уся площа — суходіл.

## Демографія
Згідно з переписом 2010 року, у місті мешкала 141 особа в 56 домогосподарствах у складі 39 родин. Густота населення становила 215 осіб/км².  Було 71 помешкання (108/км²).
Расовий склад населення:
| - 100,0 % — білих |

До двох чи більше рас належало 0,0 %. Частка іспаномовних становила 2,1 % від усіх жителів.
За віковим діапазоном населення розподілялося таким чином: 22,7 % — особи молодші 18 років, 63,8 % — особи у віці 18—64 років, 13,5 % — особи у віці 65 років та старші. Медіана віку мешканця становила 40,5 року. На 100 осіб жіночої статі у місті припадало 101,4 чоловіків;  на 100 жінок у віці від 18 років та старших — 113,7 чоловіків також старших 18 років.
Середній дохід на одне домашнє господарство  становив 51 960 доларів США (медіана — 40 625), а середній дохід на одну сім'ю — 67 300 доларів (медіана — 55 625). Медіана доходів становила 45 341 долар для чоловіків та 23 375 доларів для жінок. За межею бідності перебувало 27,1 % осіб, у тому числі 42,4 % дітей у віці до 18 років та 0,0 % осіб у віці 65 років та старших.
Цивільне працевлаштоване населення становило 82 особи. Основні галузі зайнятості: виробництво — 22,0 %, освіта, охорона здоров'я та соціальна допомога — 22,0 %, транспорт — 13,4 %, роздрібна торгівля — 9,8 %.